# Sebber Kirke
Sebber Kirke er en kirke umiddelbart øst for gården Sebber Kloster, nordvest for Halkær Bredning i det nordlige Himmerland.
Indtil Kommunalreformen i 1970 lå den i Slet Herred Ålborg Amt.
Kirken er resten af et benediktinernonnekloster opført i slutningen af 1100-tallet. I sin nuværende skikkelse fremtræder kirken som en sengotisk langhusbygning med tresidet østafslutning og tårn, i murværket ses åbninger til klosterceller i to stokværk. Efter reformationen afløste Sebber kirke en tidligere sognekirke på Sankt Nicolai bjerg, øst for Sebber kirke; skråkantsoklen under nordmuren samt vestgavlens granit og kridtkvadre kan muligvis stamme fra denne kirke. På et senere tidspunkt er kirken blevet herregårdskirke, tårnet og våbenhuset er opført af Margrethe von Lühe, der døde i 1667, i våbenhusets gavl ses initialer for Margrethe von Lühe som blændinger. Kirken overgik til selveje i 1955. I østafslutningens murværk er indsat en romansk gravsten. I våbenhuset står rester af en romansk døbefont af granit, som muligvis kan stamme fra den nedlagte kirke på Sankt Nicolai bjerg eller en anden nedlagt kirke i området, idet klostre ikke havde dåbsret i katolsk tid. Kirken blev restaureret i 1966-67.
Ved restaureringen i 1966-67 har man bevaret den indretning, som rummet havde i 1739. Man kan ses nicher og blændinger fra tiden, da bygningen fungerede som kloster og var inddelt i to stokværk. Altertavlen i senbarok dateres til 1750, i midterfeltet ses Nadveren i relief flankeret af Moses og Aron, i topstykket ses korsfæstelsen og på postamentet ses våben og monogrammer for Bagge Glerup og Henrica Margreta Holst, som har skænket tavlen. Prædikestolen stammer fra renæssancen. Stoleværket stammer fra 1739 med enkelte herskabsstole fra renæssancen. Vestpulpituret med herskabsstol er opsat af Bagge Glerup og Henrica Margreta Holst i 1773, i felterne ses pietistiske allegorier. I kirken ses en figursten over Jørgen Glerups første hustru Karen Albretsdatter samt en figursten over Oluf Brockenhuus (død 1634) og hans hustru Else Steen (død 1616), desuden ses et sandstensepitafium over Jørgen Jensen (død 1727) og hustru.
Under restaureringen i 1966-67 fandt man kalkmalerier på skibets vægge, af bevaringsmæssige årsager måtte kalkmalerierne trækkes af væggen og opsættes på en særlig plade. Kalkmalerierne dateres til omkring 1500 og tillægges det såkaldte Sebber-værksted, som har forbindelse til Sæby-værkstedet, de to værksteder har begge arbejdet i den nærliggende Nibe Kirke. På de aftrukne kalkmalerier ser man Jacob d.æ. med glorie og hat samt to uidentificerede helgenhoveder, et billede af Sankt Laurentius opbevares på Nationalmuseet.
Kirkens romanske døbefont har glat kumme med omløbende rundstav under mundingsranden og zigzag mønster nederst, den firkantede fod har arkader og dekorativ udsmykning, muligvis dyr, og på fonten ses farverester.